# Narabayashi Chinzan
Narabayashi Chinzan (en japonais : 楢林 鎮山), né le 26 janvier 1649 à Nagasaki, mort le 16 mai 1711 dans la même ville, est un médecin et traducteur japonais de l'époque d'Edo. Il est une des personnalités des Rangaku (« études néerlandaises ») à une époque où les seuls contacts du Japon avec le monde occidental passaient par le petit comptoir de la Compagnie néerlandaise des Indes orientales à Nagasaki.

## Contexte: la science des «barbares aux cheveux roux»

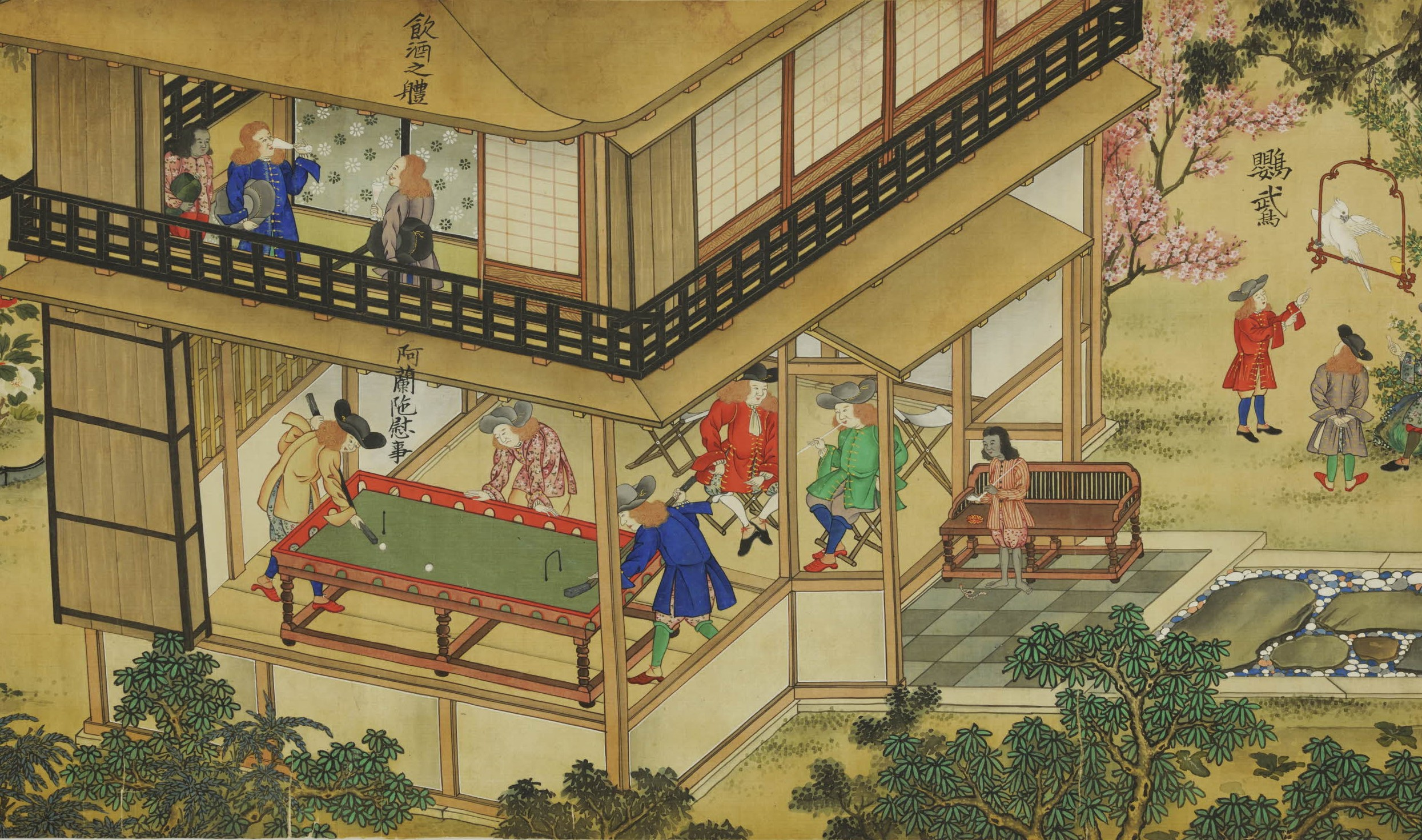
Marchands néerlandais à Dejima, image japonaise de la fin du XVIIIe s.

Pendant l'époque d'Edo (1603-1868), sous le gouvernement des shoguns Tokugawa, le Japon vit dans un isolement volontaire et n'a que très peu de contacts avec les Occidentaux. Le seul point de rencontre est l'île de Dejima, dans la baie de Nagasaki, où, en 1641, la Compagnie néerlandaise des Indes orientales (VOC) est autorisée à faire mouiller ses vaisseaux pendant deux ou trois mois de l'année. Les interprètes japonais, exerçant leur fonction de façon plus ou moins héréditaire, habitent avec leur famille à Nagasaki et forment une guilde organisée avec trois niveaux, keikotsūji (apprenti), kotsūji (interprète en second) et ōtsūji (interprète principal), plus des assistants intermittents appelés naitsūji ; un inspecteur (metsuke) nommé par le shogun surveille leur activité. Les interprètes ont le monopole de l'accès aux sciences occidentales désignées comme Rangaku (« études néerlandaises »). Le médecin allemand Engelbert Kaempfer débarque à Dejima en 1690 ; un de ses interprètes, Imamura Gen'emon, devient un des premiers traducteurs de littérature scientifique néerlandaise en japonais.
Les informations collectées par les interprètes circulent très lentement au Japon, soit à cause du mépris de la noblesse pour la classe des marchands à laquelle appartiennent les Néerlandais, soit parce que les interprètes prêtent serment de garder leurs connaissances comme secret d'État. Ainsi, le chirurgien saxon. Caspar Schamberger séjourne au Japon au milieu du XVIIe siècle et un de ses élèves japonais traduit des extraits du De Chirurgie d'Ambroise Paré, d'après une traduction néerlandaise de 1649, mais ce n'est qu'en 1769 que le texte est publié chez un libraire de Kyoto. De même, l'interprète Motoki Ryôi (1648-1711) traduit en japonais le manuel d'anatomie du médecin allemand Johann Remmelin (de) mais son manuscrit n'est publié qu'en 1772.

## Biographie

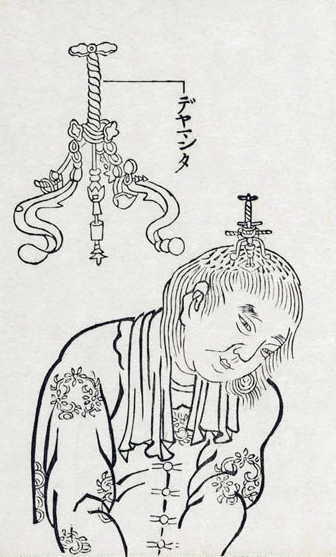
Trépanation, planche extraite du Geka kinmōzu’i d'Irako Kōgen, 1767.

Narabayashi Chinzan naît à Nagasaki dans une lignée d'interprètes. Il passe ses grades successifs dans l'interprétariat et travaille auprès de plusieurs praticiens occidentaux, notamment un médecin, Willem Hofmann, qui séjourne à Dejima de 1670 à 1675. Par son intermédiaire, Narabayashi a accès au De Chirurgie d'Ambroise Paré dans une édition néerlandaise de 1649 ou 1655,, traduite à Dordrecht par Carolus Battus.
En 1691, Narabayashi quitte ses fonctions d'interprète pour un poste au gouvernement du shogun. En novembre 1697, il est envoyé pour résoudre des conflits survenus entre Pieter de Vos, nouveau directeur du comptoir néerlandais, et les autorités provinciales. Le gouverneur de Nagasaki le soupçonne de complot et le fait assigner à résidence. Narabayashi est libéré par le nouveau gouverneur en 1699 mais doit quitter le service administratif.

## Œuvre
Narabayashi rédige sa traduction en manuscrit sans indication du nom de l'auteur européen ni du traducteur car, jusqu'en 1720, il était interdit aux interprètes de lire des livres européens : ils devaient s'en tenir à traduire les propos oraux. Il fait circuler son texte de façon confidentielle à partir de 1706 sous le titre Kôi geka sôden (« Tradition d'école de la chirurgie des barbares roux »), avec 22 planches en couleur copiées sur l'édition néerlandaise. Le manuscrit avec une partie des dessins d'origine est repris dans la publication faite à Kyoto en 1769, dans le Geka kinmōzu’i (« Dictionnaire illustré de chirurgie ») par le libraire Irako Mitsuaki/Kōgen. Narabayashi s'est aussi servi de l'Armamentarium Chirurgicum de Jean Scultet. Son ouvrage contient des recettes de plâtres et baumes cicatrisants, des descriptions des différents types de plaies, luxations et ecchymoses, des instruments chirurgicaux.